# Campeonato Sudamericano de Baloncesto de 1937
La Campeonato Sudamericano de Baloncesto de 1937 fue la quinta versión de este torneo entre selecciones nacionales de América del Sur. Está organizado por la FIBA Américas, administrador del baloncesto en ese continente y órgano de ese deporte afiliado a la FIBA.
El torneo se llevó a cabo por segunda vez en Chile, entre el 5 y 16 de marzo. Fue disputado en las ciudades de Santiago y Valparaíso. Participaron las selecciones nacionales de Argentina, Brasil, Chile, Perú y Uruguay.
La selección de Argentina, que inició el torneo como defensora del título, no pudo retenerlo, tras finalizar en el último lugar de la tabla.
Chile, la selección anfitriona, se coronó campeón, luego de vencer en los 8 partidos disputados. De esta manera, Chile logró su primer título sudamericano —anteriormente, había logrado dos subcampeonatos: en 1932 y 1934—, el primer título en su historia deportiva.

## Organización
El torneo se dos ruedas. La primera rueda del campeonato se disputó en Valparaíso, mientras que la segunda rueda se definió en Santiago.

### Sedes
Para el evento, Chile eligió a las ciudades de Santiago  —sede principal— y Valparaíso como anfitrionas. Para el desarrollo del evento, se seleccionaron los pabellones del Estadio de Carabineros y del Estadio Municipal de Valparaíso.
Para la ocasión, se construyó una cancha de baloncesto en el sector sur del Estadio Municipal de Valparaíso.

## Resultados
| Pos | País      | Pts | G | P | PF  | PC  | Dif |
| --- | --------- | --- | - | - | --- | --- | --- |
| 1   | Chile     | 16  | 8 | 0 | 244 | 185 | +59 |
| 2   | Uruguay   | 13  | 5 | 3 | 201 | 198 | +3  |
| 3   | Brasil    | 11  | 3 | 5 | 181 | 214 | -33 |
| 4   | Perú      | 10  | 2 | 6 | 182 | 190 | -8  |
| 5   | Argentina | 10  | 2 | 6 | 197 | 218 | -21 |

| Chile     | 21 - 20 | Argentina |
| Argentina | 30 - 33 | Chile     |
| Chile     | 35 - 22 | Brasil    |
| Brasil    | 18 - 34 | Chile     |
| Chile     | 33 - 21 | Perú      |
| Perú      | 34 - 35 | Chile     |
| Chile     | 19 - 13 | Uruguay   |
| Uruguay   | 27 - 34 | Chile     |
| Uruguay   | 26 - 30 | Argentina |
| Argentina | 29 - 30 | Uruguay   |
| Uruguay   | 28 - 23 | Brasil    |
| Brasil    | 27 - 30 | Uruguay   |
| Uruguay   | 24 - 17 | Perú      |
| Perú      | 19 - 23 | Uruguay   |
| Brasil    | 31 - 22 | Argentina |
| Argentina | 21 - 30 | Brasil    |
| Brasil    | 12 - 29 | Perú      |
| Perú      | 15 - 18 | Brasil    |
| Perú      | 23 - 20 | Argentina |
| Argentina | 25 - 24 | Perú      |

| Chile         |
| Campeón Chile |
| Primer título |